# Hot Shots!
Hot Shots! (en España Hot Shots: La madre de todos los desmadres, en Argentina Locos del aire,  en México Loca academia de pilotos o ¡Los bólidos!) es una película estadounidense de humor absurdo de 1991, en la que se parodian multitud de películas, principalmente de acción, como Top Gun u otras como Bailando con lobos (Dances with Wolves)  o Nueve semanas y media (9 1/2 Weeks).
Fue dirigida por Jim Abrahams y contó con las actuaciones de Charlie Sheen, Lloyd Bridges, Valeria Golino, Cary Elwes, Kevin Dunn, Jon Cryer, Ryan Stiles, entre otros.
La película tuvo una secuela, Hot Shots! Part Deux, estrenada en 1993.

## Sinopsis
Topper Harley, un militar retirado, vive en una reserva india en completo aislamiento bajo el nombre de «Pies Conejo de Peluche». Topper nunca ha conseguido escapar de la sombra de su padre, piloto de la Armada, acusado de abandonar a su suerte a su copiloto durante un accidente.
Su excomandante le convence para volver y participar en una operación secreta denominada «El Pájaro Fofo». Cuál es la sorpresa de Topper al descubrir que su compañero será Kent Gregory, hijo del copiloto de su padre. Gregory también es su rival por el amor de Ramada, una sensual psiquiatra militar.
El jefe de la misión es el Almirante Tug Benson, reliquia militar cuyo cuerpo ha sufrido varias «remodelaciones», debido a heridas sufridas en grandes batallas del pasado; ha volado en 194 misiones aéreas y en todas ellas fue derribado.
Mientras tanto un empresario sin escrúpulos intenta sabotear la misión para vender a la armada un nuevo lote de aviones de combate.

### Películas parodiadas
- Top Gun
- Superman: The Movie
- Rocky
- Bailando con lobos
- Nueve semanas y media
- Lo que el viento se llevó
- Rocky II

## Reparto
| Personaje                   | Actor original       | Actor de voz (España) | Actor de voz (Hispanoamérica) |
| --------------------------- | -------------------- | --------------------- | ----------------------------- |
| Teniente Topper Harley      | Charlie Sheen        | Salvador Aldeguer     | Héctor Lee                    |
| Kent Gregory                | Cary Elwes           | Luis Bajo             | José Carlos Moreno            |
| Ramada Thompson             | Valeria Golino       | Isabel Donate         | Rommy Mendoza                 |
| Almirante Thomas Benson     | Lloyd Bridges        | Félix Acaso           | Arturo Casanova               |
| Tte. Comandante James Block | Kevin Dunn           | Carlos Ysbert         | Humberto Solórzano            |
| Jim "Bisojo" Pfaffenbach    | Jon Cryer            | Abraham Aguilar       | Luis Alfonso Mendoza          |
| Pete "Fiambre" Thompson     | William O'Learly     | Roberto Encinas       | Ricardo Hill                  |
| Kowalsky                    | Kristy Swanson       | Begoña Hernando       |                               |
| Wilson                      | Efrem Zimbalist, Jr. |                       | Carlos Magaña                 |
| Buzz Harley                 | Bill Irwin           |                       | Mario Sauret                  |
| Mrs. "Dead Meat" Thompson   | Heidi Swedberg       |                       | Rocío Garcel                  |
| "Red" Herring               | Bruce A. Young       | Juan Luis Rovira      | Blas García                   |
| "Mailman" Farnham           | Ryan Stiles          | Ángel Egido           |                               |
| Owatonna, "The Old One"     | Rino Thunder         |                       | Víctor Guajardo               |

## Fechas de estreno mundial
| País                                                                          | Fecha de estreno                  |
| ----------------------------------------------------------------------------- | --------------------------------- |
| Alemania                                                                      | Jueves 19 de diciembre de 1991    |
| Argentina                                                                     | Miércoles 25 de diciembre de 1991 |
| Australia                                                                     | Jueves 5 de diciembre de 1991     |
| Austria                                                                       | Viernes 20 de diciembre de 1991   |
| Bélgica                                                                       | Miércoles 4 de diciembre de 1991  |
| Belice · Costa Rica · El Salvador · Guatemala · Honduras · Nicaragua · Panamá | Viernes 1 de noviembre de 1991    |
| Bolivia                                                                       | Miércoles 25 de diciembre de 1991 |
| Brasil                                                                        | Viernes 20 de diciembre de 1991   |
| Bulgaria                                                                      | Viernes 23 de julio de 1993       |
| Chile                                                                         | Viernes 10 de enero de 1992       |
| Chipre                                                                        | Viernes 20 de diciembre de 1991   |
| Colombia                                                                      | Jueves 21 de noviembre de 1991    |
| Corea del Sur                                                                 | Sábado 18 de enero de 1992        |
| Croacia                                                                       | Martes 16 de febrero de 1993      |
| Dinamarca                                                                     | Jueves 26 de diciembre de 1991    |
| Ecuador                                                                       | Miércoles 25 de diciembre de 1991 |
| Egipto                                                                        | Lunes 20 de julio de 1992         |
| Eslovenia                                                                     | Martes 13 de abril de 1993        |
| España                                                                        | Viernes 29 de noviembre de 1991   |
| Estados Unidos · Canadá                                                       | Viernes 2 de agosto de 1991       |
| Estonia                                                                       | Viernes 5 de marzo de 1993        |
| Filipinas                                                                     | Miércoles 23 de octubre de 1991   |
| Finlandia                                                                     | Jueves 5 de diciembre de 1991     |
| Francia                                                                       | Miércoles 30 de octubre de 1991   |

| País                         | Fecha de estreno                  |
| ---------------------------- | --------------------------------- |
| Grecia                       | Viernes 20 de diciembre de 1991   |
| Hong Kong                    | Miércoles 16 de octubre de 1991   |
| Hungría                      | Jueves 28 de noviembre de 1991    |
| India                        | Viernes 30 de octubre de 1992     |
| Israel                       | Viernes 13 de diciembre de 1991   |
| Italia                       | Viernes 24 de enero de 1992       |
| Jamaica                      | Miércoles 15 de enero de 1992     |
| Japón                        | Sábado 14 de diciembre de 1991    |
| Letonia                      | Viernes 3 de septiembre de 1993   |
| Líbano                       | Viernes 27 de diciembre de 1991   |
| Lituania                     | Viernes 3 de junio de 1994        |
| Malasia                      | Jueves 30 de enero de 1992        |
| México                       | Viernes 17 de enero de 1992       |
| Noruega                      | Jueves 5 de diciembre de 1991     |
| Nueva Zelanda                | Viernes 24 de enero de 1992       |
| Países Bajos                 | Jueves 12 de diciembre de 1991    |
| Perú                         | Jueves 19 de diciembre de 1991    |
| Portugal                     | Viernes 20 de diciembre de 1991   |
| Puerto Rico                  | Jueves 12 de septiembre de 1991   |
| Reino Unido Irlanda          | Viernes 29 de noviembre de 1991   |
| República Checa · Eslovaquia | Jueves 27 de febrero de 1992      |
| Rumania                      | Viernes 21 de mayo de 1993        |
| Rusia                        | Viernes 3 de diciembre de 1993    |
| Singapur                     | Jueves 23 de enero de 1992        |
| Sudáfrica                    | Viernes 6 de diciembre de 1991    |
| Suecia                       | Viernes 13 de diciembre de 1991   |
| Suiza                        | Viernes 20 de diciembre de 1991   |
| Tailandia                    | Sábado 1 de febrero de 1992       |
| Taiwán                       | Sábado 21 de diciembre de 1991    |
| Turquía                      | Viernes 17 de enero de 1992       |
| Ucrania                      | Viernes 3 de diciembre de 1993    |
| Uruguay                      | Miércoles 25 de diciembre de 1991 |
| Venezuela                    | Miércoles 13 de noviembre de 1991 |